# Liste der Monuments historiques in Mollkirch
Die Liste der Monuments historiques in Mollkirch führt die Monuments historiques in der französischen Gemeinde Mollkirch auf.

## Liste der Bauwerke
| Bezeichnung   | Beschreibung                                                                               | Standort                                 | Kennzeichnung | Schutzstatus | Datum | Bild           |
| ------------- | ------------------------------------------------------------------------------------------ | ---------------------------------------- | ------------- | ------------ | ----- | -------------- |
| Burg Girbaden | Ruine einer stauferzeitlichen Höhenburg, ab dem Anfang des 12. Jahrhunderts, 1633 zerstört | Laubenheim, westlich des Ortes (Lage)    | PA00084793    | Classé       | 1898  | weitere Bilder |
| Klösterle     | Marienkapelle, um 1135 erbaut                                                              | Laubenheim, 47 rue de la Chapelle (Lage) | PA00084792    | Inscrit      | 2014  | weitere Bilder |

## Liste der Objekte
| Bezeichnung | Beschreibung | Standort            | Kennzeichnung | Schutzstatus | Datum | Bild |
| ----------- | --- | ------------------- | ------------- | ------------ | ----- | ---- |
| Hauptaltar  | Altartisch, Retabel, Gemälde und Pietà; Holz, farbig gefasst und vergoldet, sowie Ölfarbe auf Holz, 1717 und 1724 | im Klösterle (Lage) | PM67000177    | Classé       | 1975  |      |